# 少花栒子
少花栒子（学名：Cotoneaster oliganthus）为蔷薇科栒子属的植物。分布于俄罗斯以及中国大陆的新疆、内蒙古等地，生长于海拔1,000米至2,700米的地区，一般生长在山坡灌木草甸、林缘灌丛、林缘以及石坡，目前尚未由人工引种栽培。